# Lösnummer
Lösnummer är ett nummer av en tidskrift som sålts över disk, det vill säga som köpts av andra än prenumeranter. Lösnummerförsäljningen styrs huvudsakligen av hur sensationella nyhetsreportage tidningen har samt hur intresseväckande löpsedlar man lyckas skapa till dessa.